# 잉글리시 세터

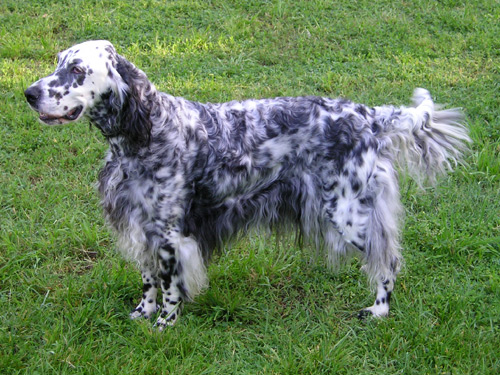

잉글리시 세터(English Setter)는 중간 크기의 개 품종이다. 레드 아이리시 세터, 아이리시 레드 앤 화이트 세터, 블랙 앤 틴 고든 세터를 포함하는 세터 (개) 그룹의 일부이다. 주로 흰색 털은 다리 뒤쪽, 배 아래와 꼬리에 길고 부드러운 줄무늬가 있다. 털에는 색이 있는 반점(티킹)이 있으며 다양한 색상을 '벨턴'(belton)이라고 한다.
총견으로서 메추라기, 꿩, 뇌조 등의 사냥감을 사냥하는 데 사용된다. 레버랙(Laverack) 또는 르웰린 세터(Llewellin Setter)라고도 불리는데, 이는 19세기의 주요 개발 기간 동안 품종의 유명한 계통이었기 때문이다. 사냥용으로 자란 종은 일반적으로 전시용으로 사육된 종보다 체격이 더 좋고 털도 적다.